# Lijst van voetbalinterlands Azerbeidzjan - Bahrein
Deze lijst van voetbalinterlands is een overzicht van alle officiële voetbalwedstrijden tussen de nationale teams van Azerbeidzjan en Bahrein. De landen speelden tot op heden drie keer tegen elkaar, te beginnen met een vriendschappelijke wedstrijd op 15 oktober 2008 in Riffa. Het laatste duel, eveneens een vriendschappelijke wedstrijd, werd gespeeld in Riffa op 9 oktober 2019.

## Wedstrijden
| № | Plaats | Datum            | Competitie        | Wedstrijd              | Uitslag |
| - | ------ | ---------------- | ----------------- | ---------------------- | ------- |
| 1 | Riffa  | 15 oktober 2008  | Vriendschappelijk | Bahrein – Azerbeidzjan | 1 – 2   |
| 2 | Bakoe  | 15 augustus 2012 | Vriendschappelijk | Azerbeidzjan – Bahrein | 3 – 0   |
| 3 | Riffa  | 9 oktober 2019   | Vriendschappelijk | Bahrein − Azerbeidzjan | 2 − 3   |

## Samenvatting
| Competitie        | Totaal gespeeld | Winst Azerbeidzjan | Gelijk | Winst Bahrein | Doelsaldo Azerbeidzjan – Bahrein |
| ----------------- | --------------- | ------------------ | ------ | ------------- | -------------------------------- |
| Vriendschappelijk | 3               | 3                  | 0      | 0             | 8 − 3                            |
| Totaal            | 3               | 3                  | 0      | 0             | 8 − 3                            |

Wedstrijden bepaald door strafschoppen worden, in lijn met de FIFA, als een gelijkspel gerekend.

## Details

### Eerste ontmoeting
| Vriendschappelijk (Riffa, Bahrein, 15 oktober 2008): |       |                                          |
| Bahrein                                              | 1 – 2 | Azerbeidzjan                             |
| Jamal Rashid 33'                                     | goals | 45+2' Zeynal Zeynalov 65' Elvin Mammadov |